# Incredere
"Incredere" é um single da cantora pop romena Andreea Banica, presente em seu álbum Rendez-vous, sendo o terceiro e último single oficial do álbum. Lançada oficialmente em 30 de novembro de 2007, a canção alcançou o décimo primeiro lugar na Romanian Top 100.

## Composição e Desenvolvimento
Composta por Andreea Banica em parceria com Taraful din Clejani, importante compositor, músico e cantor romeno, responsável por diversas canções de sucesso, em sua carreira e como compositor à artistas, a canção explora o tema da confiança desenvolvida em uma paixão, mostrando uma declaração de amor entre o personagem principal e o companheiro para quem é dedicada a canção. Apesar do single ser cantado em inglês, Andreea procurou lançar o último single de seu álbum com uma canção que prestasse a língua originaria romena.

## Lançamento e Desempenho
Lançada oficialmente na Roménia em 30 de novembro de 2007, a canção foi o terceiro single retirado do álbum Rendez-vous, sendo o único single do álbum a não alcançar a primeira posição e ainda o único a ficar fora das dez canções mais executadas na Roménia. Incredere foi lançada ainda na Hungria e na Bulgária em 11 de dezembro de 2007, não tendo grande repercussão.

## Videoclipe
O videoclipe do single foi filmado na cidade de Bucareste, capital da Roménia, sendo dirigido por Dragos Buliga, um dos maiores diretores de filmes e videoclipes do país, responsável por dirigir cantoras como Paula Seling e Nicoleta Alexandru em seus principais trabalhos. O vídeo do single começa com Andreea Banica descendo de um avião, passando a ser conduzida em um carro por seu motorista, com quem troca olhares enquanto canta sobre sua paixão. Em um segundo momento a cantora é mostrada em um estúdio com uma parede de luzes brancas, onde canta acompanhada de uma banda, acabando por beijar seu motorista no final da canção. O videoclipe é passado totalmente em cores preto e branco, tomando referências da década de 1920. Curiosamente o ator que encarna o motorista apaixonado é verdadeiramente o marido de Andreea Banica, com quem a cantora namorou por 13 anos antes de se casar, sendo ainda seu o primeiro namorado

## Posições
| Paradas (2007)             | Posições |
| -------------------------- | -------- |
| Roménia (Romanian Top 100) | 11       |
| Roménia (Top 40)           | 7        |

## Histórico de lançamento
| País     | Data                   | Formato                     | Gravadora |
| -------- | ---------------------- | --------------------------- | --------- |
| Roménia  | 30 de novembro de 2007 | CD single, download digital | Cat Music |
| Bulgária | 11 de dezembro de 2007 | CD single, download digital | Cat Music |
| Hungria  | 11 de dezembro de 2007 | CD single, download digital | Cat Music |